# Emrullah Şalk
Emrullah Şalk (* 28. Juli 1987 in Istanbul) ist ein türkischer Fußballtorhüter.

## Karriere

### Verein
Şalk begann mit dem Vereinsfußball in der Jugend von Rami SK und wechselte 2003 in die Jugend von Eyüpspor. Nach zwei Jahren bei Eyüpspor wanderte er als Profispieler zum Stadtkonkurrenten Zeytinburnuspor ab und spielte hier drei Spielzeiten lang. Die nachfolgenden Jahre übernahm er bei diversen Vereinen der unteren türkischen Profiligen den Posten des Ersatztorhüters.
Zum Sommer 2012 wechselte er zum zentralanatolischen Zweitligisten Torku Konyaspor. Mit diesem Verein erreichte Şalk zum Saisonende den Playoffsieg der Liga und damit den Aufstieg in die Süper Lig. Şalk kam während seiner Zeit bei Konyaspor zu lediglich zwei Pokalspieleinsätzen. Nach dem Aufstieg wechselte er zum Zweitligisten Balıkesirspor.
Im Sommer 2015 wechselte er zum Zweitligisten Adana Demirspor und zog nach zwei Spielzeiten innerhalb der TFF 1. Lig zu Manisaspor weiter. Nachdem er die Hinrunde der Saison 2017/18 als Ersatzkeeper beim Erstligisten Konyaspor verbracht hatte, einigte er sich früh die Spielzeit mit dem Zweitligisten Gençlerbirliği Ankara.

### Nationalmannschaft
Şalk wurde 2008 im Rahmen eines Freundschaftsspiels in den Kader der Türkische U-21-Nationalmannschaft nominiert, saß aber bei dieser Begegnung auf der Ersatzbank.

## Erfolge
Mit Konyaspor
- Playoff-Sieger der TFF 1. Lig und Aufstieg in die Süper Lig: 2012/13

Mit Gençlerbirliği Ankara
- Vizemeister der TFF 1. Lig und Aufstieg in die Süper Lig: 2018/19